# Zygmunt Ajdukiewicz
Zygmunt Ajdukiewicz (Tarnobrzeg, 1861. január 22. – Bécs, 1917. április 29.) lengyel realista festő, aki elsősorban portrékat és történelmi témájú festményeket készített.

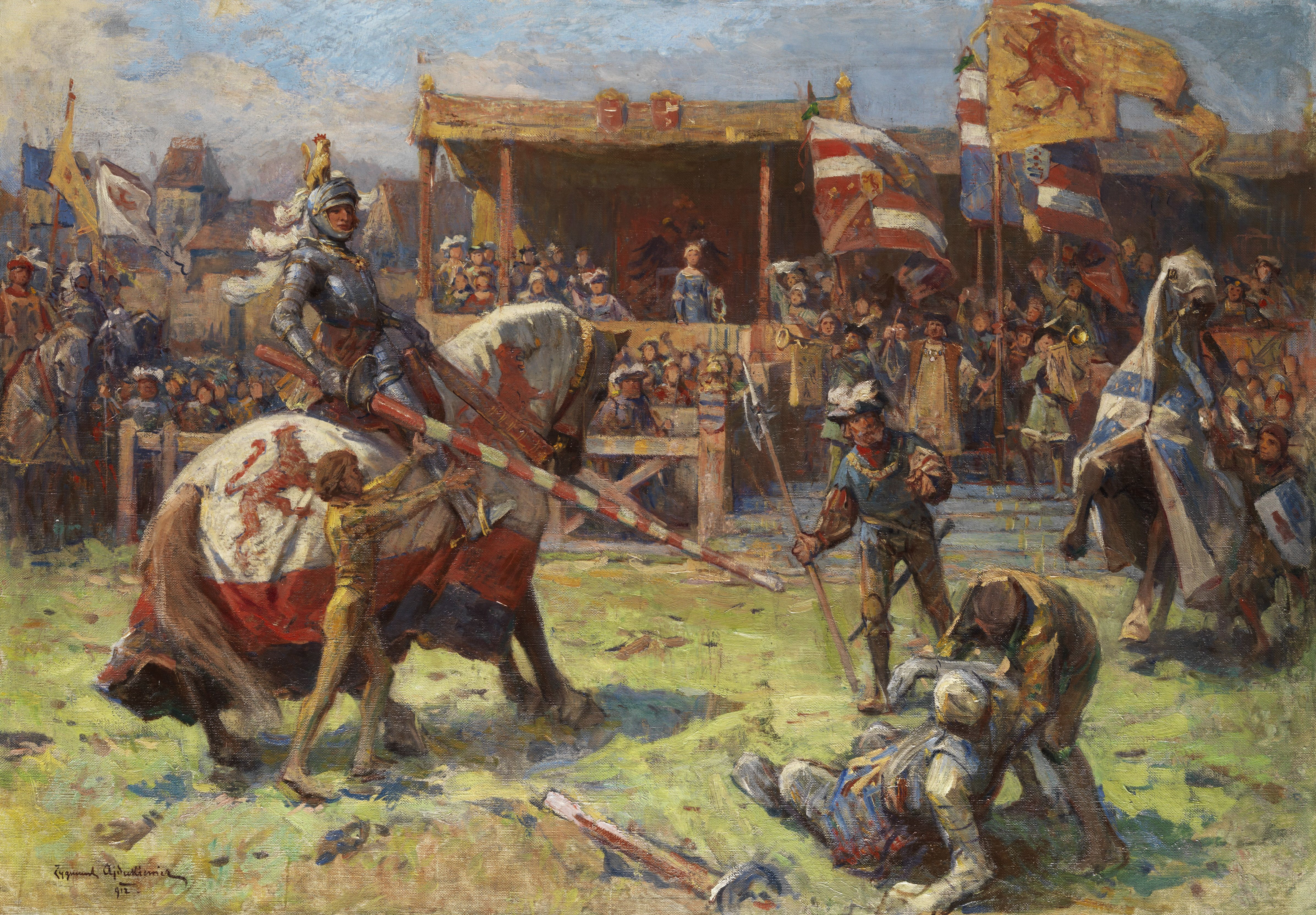
Lovagi torna (1912)

A három részre osztott Lengyelország osztrákok által birtokolt részében született és nőtt fel, tanulmányai befejeztével a császári fővárosban telepedett le, de szoros kapcsolatot ápolt szülőföldjével. Bécsben illusztrálta Henryk Sienkiewicz lengyel Nobel-díjas regényíró Özönvíz (Potop, 1886) című regényét.

## Élete
A délkelet-lengyelországi Tarnobrzeg melletti Witkowicében született. Eredetileg a Krakkói Képzőművészeti Akadémián tanult festészetet. 1880 és 1882 között a Bécsi Képzőművészeti Akadémián, 1883-tól pedig a Müncheni Képzőművészeti Akadémián folytatta a tanulmányait, utóbbiban Johann Herterich vezetésével. Itt kapcsolódott a müncheni realista irányzathoz. 1885-ben az osztrák udvar népszerű festőjeként telepedett le végleg Bécsben, ahol Sigismund von Ajdukiewiczként is emlegették.
1893-ban Párizsba utazott, majd Bécsbe visszatérve eredeti műalkotások hosszú sorozatán dolgozott a 24 kötetes enciklopédiához, amelyet Rudolf herceg kezdeményezett és támogatott birodalmi eredményeinek bizonyítékaként (Kronprinzenwerk). Jelentős kiadói vállalkozás volt, amelyet 1886 és 1902 között Az Osztrák-Magyar Monarchia írásban és képben címmel nyomtattak ki németül és magyarul. A következő kötetek jóval Rudolf halála után, 1889 januárjában jelentek meg. Ajdukiewicz az enciklopédiához tablókat is festett, amelyek az Osztrák–Magyar Monarchiában élő nemzetiségeket, etnikai csoportokat és kisebbségeket ábrázolják. Emellett 12 festményből álló sorozatot készített Tadeusz Kościuszko életéről, amelyet 1892-ben adtak ki. Ferenc Ferdinánd főhercegről mint vadászról életnagyságú állóportrét készített (1913).

## Elismerési, díjai
Ajdukiewicz Krakkóban, Varsóban, Lembergban, Bécsben, Berlinben, Münchenben és Prágában állított ki. Festményeit nemzetközi művészeti kiállításokon kiemelt díjakkal díjazták, köztük 1891-ben Bécsben aranyérmet, míg Berlinben másodosztályú aranyérmet kapott. 1898-ban Bécsben másodosztályú aranyérmet és ezüstérmet szerzett Művei számos múzeumban és nemzeti művészeti galériában megtalálhatók Lengyelország-szerte, például a Varsói Nemzeti Múzeumban, Krakkóban, Wrocławban, de a Bécsi Történeti Múzeumban is. Ajdukiewicz a nála kilenc évvel idősebb, lengyel festő, Tadeusz Ajdukiewicz első unokatestvére volt. 1917-ben halt meg Bécsben.

## Képgaléria

### Válogatott olajfestményei

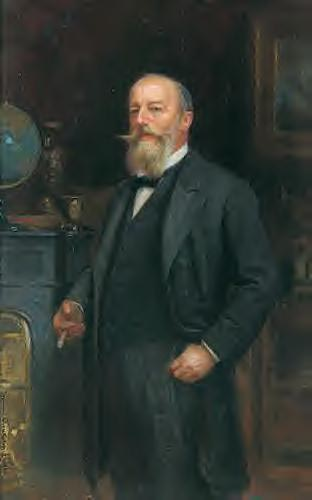
Adolf Weisenberg (1901)
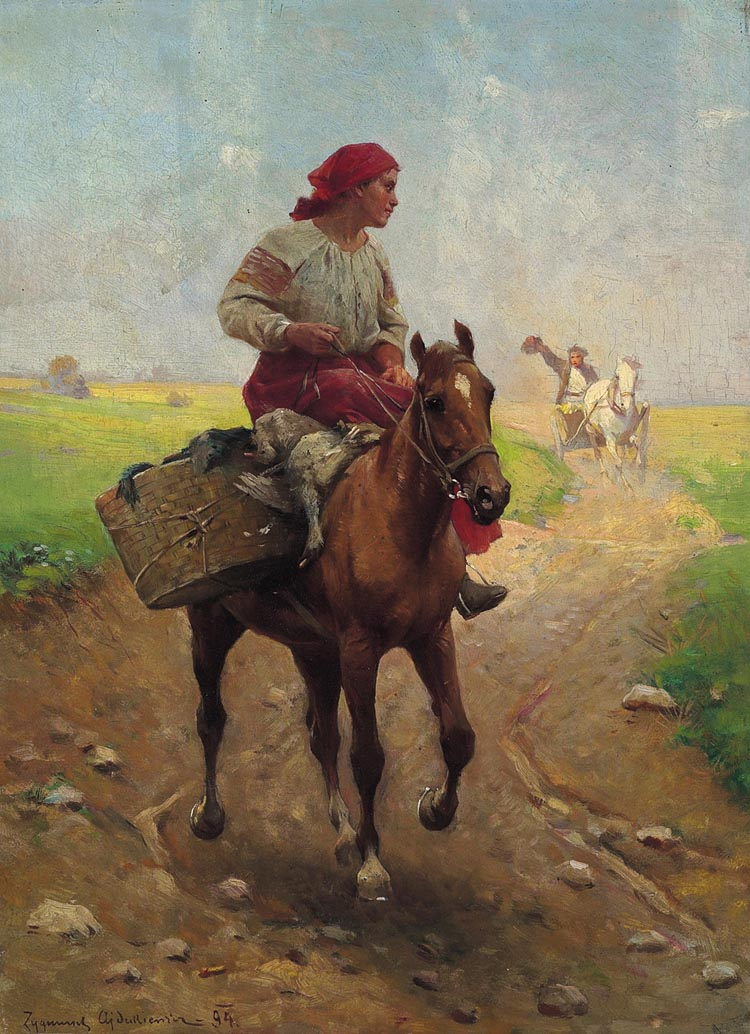
Útban a piac felé (1894)
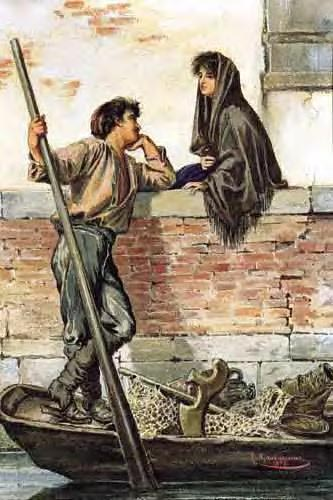
Gyengéd beszélgetés (1879)
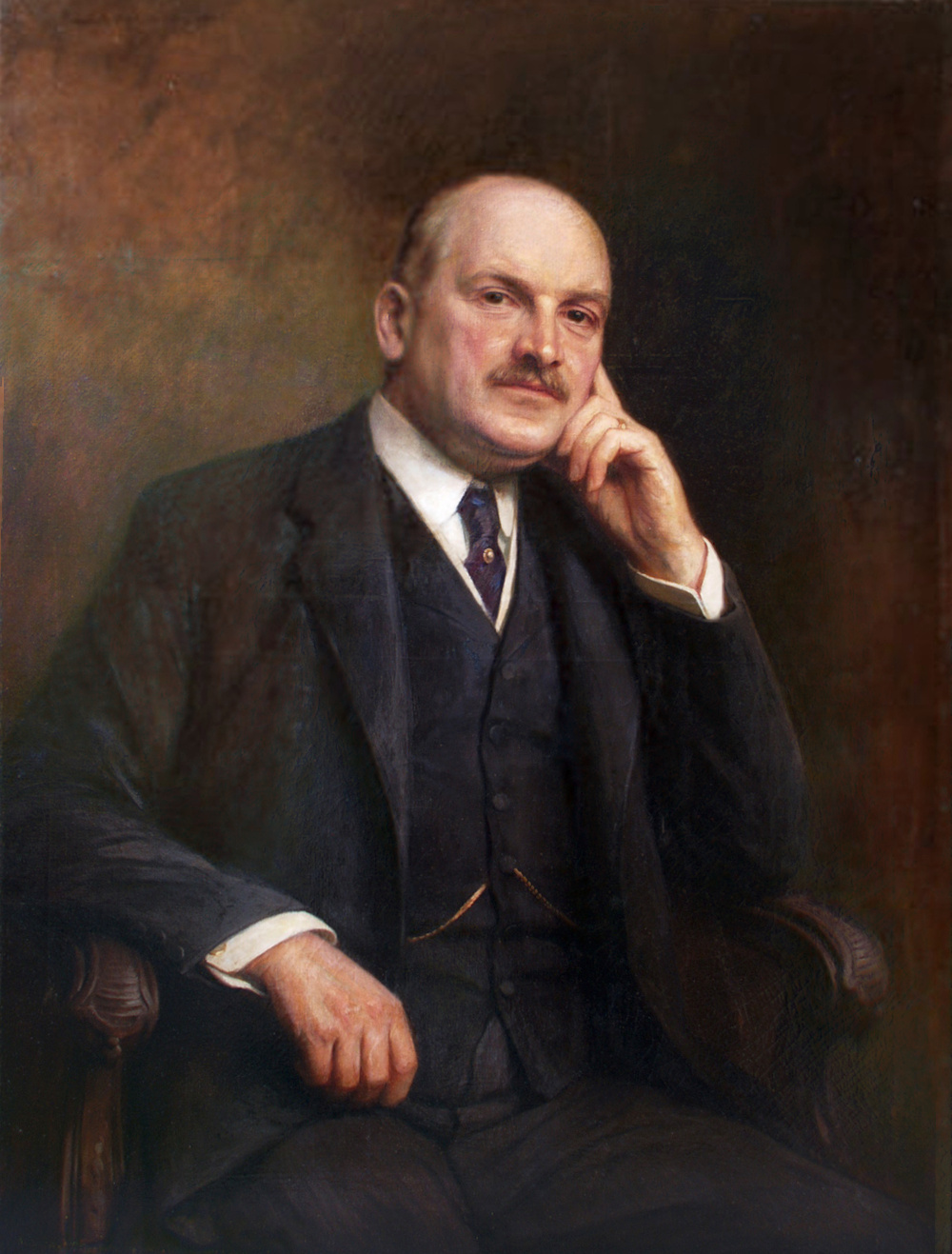
Egy férfi portréja (1917)

### KépeiAz Osztrák-Magyar Monarchia írásban és képbencímű kiadványból

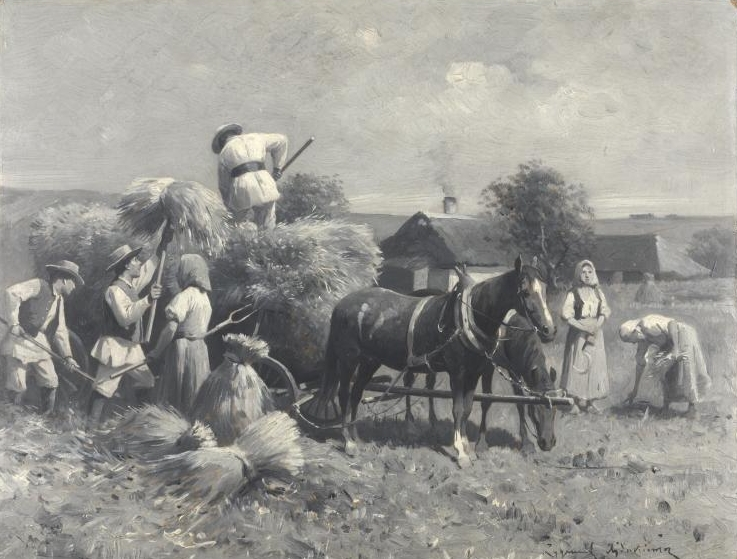
Aratás
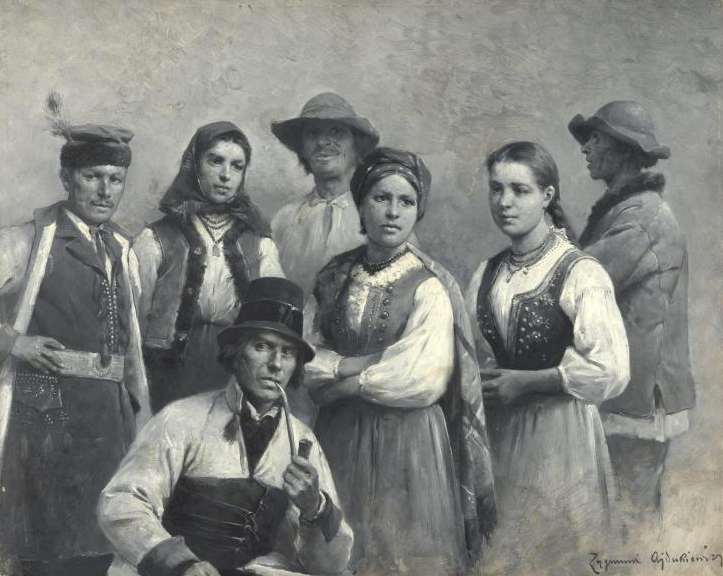
Felvidékiek
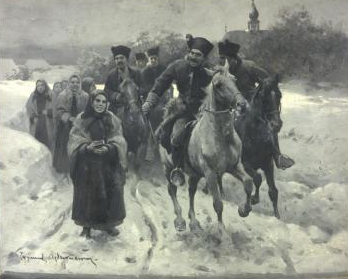
Karácsonyi kirándulás
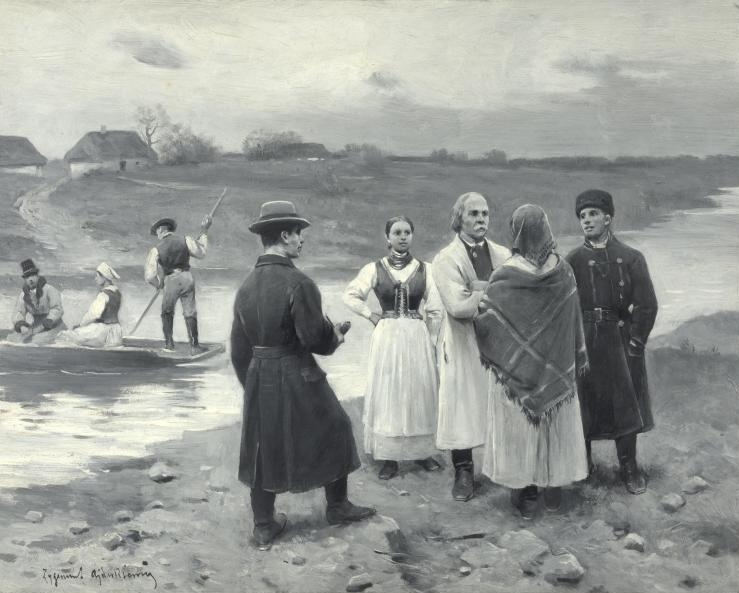
Népviseletben

## Fordítás
- Ez a szócikk részben vagy egészben  a   Zygmunt Ajdukiewicz című angol Wikipédia-szócikk ezen változatának fordításán alapul.  Az eredeti cikk szerkesztőit annak laptörténete sorolja fel. Ez a jelzés csupán a megfogalmazás eredetét és a szerzői jogokat jelzi, nem szolgál a cikkben szereplő információk forrásmegjelöléseként.